# Sarn (téléfilm)
Pour les articles homonymes, voir Sarn (homonymie).
Pour plus de détails, voir Fiche technique et Distribution.
Sarn est un téléfilm écrit et réalisé par Claude Santelli, d'après le roman éponyme de Mary Webb.

## Fiche technique
- Date de sortie : 16 mars 1968 (France)
- Titre original : Sarn
- Réalisateur : Claude Santelli, assisté de Michel Favart
- Scénariste : Claude Santelli d'après le roman éponyme de Mary Webb
- Direction artistique : Richard Cunin
- Photo : André Lecoeuvre
- Format : couleur
- Langue : français

## Distribution
- Dominique Labourier : Prue
- José-Maria Flotats : Gedeon
- Pierre Vaneck : Kester
- Henri Virlojeux : Beguildy
- Danielle Lebrun : Jencis
- Denise Gence : Madame Beguildy
- Raymone : La mère Eern
- Paule Noëlle : Tivuy
- Anny Duperey : Dorabella
- Armand Meffre : Gallard
- Lucien Hubert : Grimble
- Jacques Alric : Le père
- Michèle Oppenot : Féléna
- Martin Trévières : Huglet
- Philippe Desboeuf : Camperdine
- Jean Laugier : Le sacristain
- Germaine Delbat : La meunière
- Gérald Denizeau : Le tisserand (as Gérald Denizot)
- Jacqueline Rouillard : Mme Grimble
- Paul Mercey : Le médecin
- François Germain : Germain
- Marie Privat : Sukey
- Christine Chicoine : Polly
- Georges Adet : Le grand-père
- Roger Desmare : Le clown
- Paul Rieger : Le pasteur
- Fanny Renan : La bouvière
- Hélène Callot : Moll